# Chanakkrise

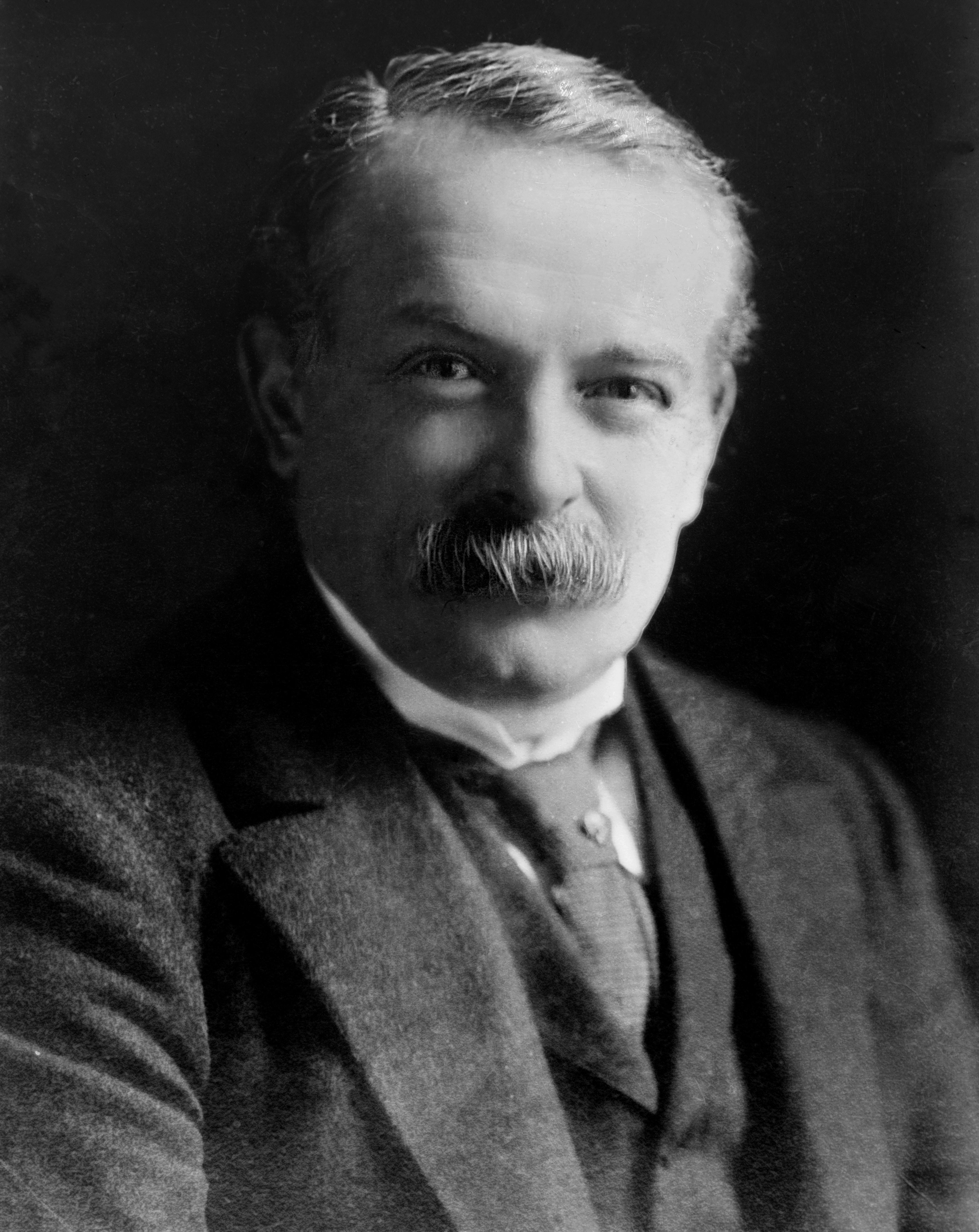
Die Chanakkrise führte zum Sturz von David Lloyd George

Die Chanakkrise oder  Chanakaffäre war eine politische Krise im September 1922, die den Anlass für den Sturz des britischen Premierministers David Lloyd George bildete.

## Verlauf
Die Krise wurde ausgelöst, als Anfang September 1922 britische und französische Truppen, die zum Schutz der neutralen Zone der Dardanellen bei Çanakkale (englisch auch „Chanak“) stationiert waren, von türkischen Truppen bedroht wurden. In einem Treffen am 15. September beschloss das britische Kabinett, dass die Truppen ihre Position halten sollten. Am folgenden Tag veröffentlichte eine Gruppe von Kabinettsministern um den Kolonialminister Winston Churchill ohne Wissen des Außenministers Lord Curzon eine amtliche Erklärung, in der der Türkei wegen Verstoßes gegen die Auflagen des Vertrages von Sèvres, der als Analogon zum Friedensvertrag von Versailles mit dem Deutschen Reich die Nachkriegsbeziehungen zwischen den alliierten Siegermächten des Ersten Weltkrieges und dem Osmanischen Reich regeln sollte, mit der Kriegserklärung durch Großbritannien und seiner Dominions gedroht wurde.
Als Curzon bei seiner Rückkehr am 18. September von diesem Schritt erfuhr, wies er darauf hin, dass diese Demarche den protürkischen Präsidenten der Französischen Republik, Poincaré, verstimmen könnte, und reiste kurzfristig nach Paris ab, um möglichen interalliierten Verstimmungen entgegenzuwirken. Curzon erreichte Paris am 20. September. Zu diesem Zeitpunkt hatte Poincaré jedoch bereits die Rückverlegung des französischen Expeditionskorps bei Chanak nach Frankreich angeordnet. Nach mehreren angespannt verlaufenden Konsultationen mit Poincaré willigte Curzon schließlich ein, Waffenstillstandsverhandlungen mit der Türkei einzuleiten. Im Waffenstillstand von Mudanya (Oktober 1922) wurde eine drohende Eskalation abgewendet.
In der britischen Presse und Öffentlichkeit schürte die Chanakaffäre die Angst vor einem erneuten Krieg, verschärfte das Misstrauen gegen den als kriegslüstern geltenden Kolonialminister Churchill, der erst kurz zuvor, 1921, unter anderem wegen seines energischen Engagements zugunsten einer alliierten Intervention in Sowjetrussland, als Kriegsminister ausgetauscht worden war, und erschütterte die Stellung des Premierministers David Lloyd George. Hinzu kam, dass sich aus der Affäre Spannungen innerhalb der Commonwealth-Länder ergaben: So ließ Kanadas Premierminister William Lyon Mackenzie King verlauten, dass anders als 1914 Kanada sich im Zuge einer britischen Kriegserklärung an andere Staaten nicht automatisch ebenfalls als mit diesen im Kriegszustand befindlich betrachten würde, sondern für oder wider eine Gefolgschaft zum Mutterland erst im kanadischen Parlament abstimmen würde. Dies war ein wichtiger Schritt zur diplomatischen Unabhängigkeit Kanadas von London.

## Folgen
Die Chanakkrise und Lloyd Georges als mangelhaft empfundenes Krisenmanagement war mit ein Anlass für die Einberufung des Treffens im Carlton Club am 19. Oktober 1922, während dessen die Abgeordneten der Konservativen Partei ihre Führer zum Austritt aus der Koalitionsregierung, deren Minister sie mehrheitlich stellte, veranlassten. Dies führte zum Zusammenbruch der Regierung, in der die Partei des Regierungschefs Lloyd George nur eine Minderheit der Minister stellte.